# Coupled Cluster
Coupled Cluster (CC) bezeichnet eine Methode zur Lösung der Schrödinger-Gleichung, die besonders in der Quantenchemie als eine von vielen post-Hartee-Fock ab initio Methoden verwendet wird. Es handelt sich um ein der Configuration Interaction ähnliches Verfahren. Die Vielteilchen-Wellenfunktion wird dabei in eine Basis aus Slater-Determinanten entwickelt, wodurch die Schrödinger-Gleichung auf ein Matrix-Eigenwertproblem reduziert wird. Die (teilweise) Diagonalisierung dieser Matrix liefert dann die Eigenzustände des quantenmechanischen Systems.
Da die Genauigkeit z. B. der Hartree-Fock (HF) Lösungen in der Regel nicht ausreichend ist, muss im Anschluss an z. B. eine HF-Rechnung eine korrelierte Rechnung durchgeführt werden, wobei die vorher berechneten unbesetzten Orbitale zum Einsatz kommen.
Die Methode stammte ursprünglich aus der Kernphysik und wurde dort in den 1950er Jahren von Fritz Coester und Hermann Kümmel eingeführt. In den 1960er Jahren wurde sie von Jiří Čížek (später zusammen mit Josef Paldus) für Elektronenkorrelationen in Atomen und Molekülen formuliert und fand weite Verbreitung in der Quantenchemie. Für die Coupled Cluster Methode (CCM) erhielten Kümmel und Raymond Bishop 2005 die Feenberg-Medaille.

## Grundlagen
Die CC-Theorie ist die perturbative Variante der Vielelektronentheorie (MET) von Oktay Sinanoğlu. Da die MET schwierig zu berechnen ist, wird in der heutigen Computerchemie CC verwendet.
Die CC-Theorie verspricht eine exakte Lösung der zeitunabhängigen Schrödinger-Gleichung:
{\displaystyle H\vert {\Psi }\rangle =E\vert {\Psi }\rangle }
Die Wellenfunktion wird in der CC-Theorie als Exponentialansatz beschrieben:
{\displaystyle \vert {\Psi }\rangle =e^{T}\vert {\Phi _{0}}\rangle },
Wobei {\displaystyle \vert {\Phi _{0}}\rangle }, die Referenzwellenfunktion (bzw. das Referenzorbital) ist, welche normalerweise als Slaterdeterminante aus HF-Molekülorbitalen erhalten wird (aber auch andere Wellenfunktionen können benutzt werden, z. B.: aus MCSCF-Rechnungen). {\displaystyle T} ist der Cluster-Operator, der angewendet auf {\displaystyle \vert {\Phi _{0}}\rangle } eine Linearkombination aus angeregten Determinanten erzeugt. 
Im Gegensatz zu anderen Ansätzen, wie z. B. der Konfigurationsinteraktion (CI) ist der Exponentialansatz größenkonsistent und -extensiv.
Der Cluster-Operator wird in folgender Form geschrieben:
{\displaystyle T=T_{1}+T_{2}+T_{3}+\cdots },
wobei {\displaystyle T_{1}} der Operator aller Einzelanregungen (singles), {\displaystyle T_{2}} der Operator aller Doppelanregungen (doubles),... ist.
Diese Anregungsoperatoren werden ausgedrückt als:
{\displaystyle T_{1}=\sum _{i}\sum _{a}t_{a}^{i}{\hat {a}}^{a}{\hat {a}}_{i},}
{\displaystyle T_{2}={\frac {1}{4}}\sum _{i,j}\sum _{a,b}t_{ab}^{ij}{\hat {a}}^{a}{\hat {a}}^{b}{\hat {a}}_{j}{\hat {a}}_{i},}
und für den allgemeinen {\displaystyle n}-fachen Clusteroperator:
{\displaystyle T_{n}={\frac {1}{(n!)^{2}}}\sum _{i_{1},i_{2},\ldots ,i_{n}}\sum _{a_{1},a_{2},\ldots ,a_{n}}t_{a_{1},a_{2},\ldots ,a_{n}}^{i_{1},i_{2},\ldots ,i_{n}}{\hat {a}}^{a_{1}}{\hat {a}}^{a_{2}}\ldots {\hat {a}}^{a_{n}}{\hat {a}}_{i_{n}}\ldots {\hat {a}}_{i_{2}}{\hat {a}}_{i_{1}}.}
Im obigen Ausdruck werden mit {\displaystyle ({\hat {a}}_{a}^{\dagger }=){\hat {a}}^{a}} and {\displaystyle {\hat {a}}_{i}} die Erzeugungs- bzw. Vernichtungsoperatoren bezeichnet. Dabei stehen {\displaystyle i} und {\displaystyle j} für besetzte und {\displaystyle a} sowie {\displaystyle b} für unbesetzte (Teilchen-)Orbitale.
{\displaystyle T_{1}}(Einteilchen-Cluster-Operator) und {\displaystyle T_{2}} (Zweiteilchen-Cluster-Operator) konvertieren die Referenzfunktion {\displaystyle \vert {\Phi _{0}}\rangle } in eine lineare Kombination der einfach und doppelt angeregten Slater-Determinanten, wenn sie ohne Exponentialfunktion angewendet werden. Wenn man den Exponentialclusteroperator auf die Wellenfunktion anwendet, kann man aufgrund der verschiedenen Potenzen von {\displaystyle T_{1}} und {\displaystyle T_{2}}, die in den resultierenden Ausdrücken erscheinen, mehr als doppelt angeregte Determinanten erzeugen. Das Bestimmen der unbekannten Koeffizienten {\displaystyle t_{a}^{i}} und {\displaystyle t_{ab}^{ij}} ist notwendig, um die approximierte Lösung {\displaystyle \vert {\Psi }\rangle } zu finden.
Der Exponentialoperator {\displaystyle e^{T}} kann in einer Taylor-Reihe ausgedrückt werden (hier werden nur {\displaystyle T_{1}} und {\displaystyle T_{2}} berücksichtigt):
{\displaystyle e^{T}=1+T+{\frac {1}{2!}}T^{2}+\cdots =1+T_{1}+T_{2}+{\frac {1}{2}}T_{1}^{2}+T_{1}T_{2}+{\frac {1}{2}}T_{2}^{2}+\cdots }
Obwohl diese Reihe in der Praxis endlich ist, weil die Anzahl besetzter Molekülorbitale endlich ist, wie auch die Anzahl der Anregungen, ist sie immer noch sehr groß, so dass selbst moderne Hochleistungscomputer Schwierigkeiten mit der Berechnung haben. Die Berechnung wird daher nach einer bestimmten Anzahl an höhere Anregungstypen abgebrochen. So werden z. B. bei CCSD höhere Anregungstypen durch Produkte der singles- und doubles-Koeffizienten approximiert. Die Entwicklung läuft bis unendlich in singles- und doubles-Kombinationen, hat aber keine "reine" triples-Anregung, bzw. quadruples etc.

## Nomenklatur
Die Klassifizierung der traditionellen CC-Methoden beruht auf der höchsten Anzahl von Anregungen, die in der Definition von {\displaystyle T} erlaubt sind. Die Abkürzungen für Coupled Cluster Methoden beginnen gewöhnlich mit den Buchstaben "CC", gefolgt von:
1. S – für eine einzelne Anregung (in der Terminologie der CC-Methode abgekürzt zu singles)
2. D – für doppelte Anregung (doubles)
3. T – für dreifache Anregung (triples)
4. Q – für vierfache Anregung (quadruples)

So hat der {\displaystyle T}- Operator in CCSDT die Form:
{\displaystyle T=T_{1}+T_{2}+T_{3}.}
Buchstaben in runden Klammern weisen darauf hin, dass diese Begriffe auf der Grundlage der Störungstheorie berechnet werden. Zum Beispiel bedeutet CCSD(T):
1. CC mit einer vollständigen Behandlung von singles und doubles.
2. Eine Schätzung des verbundenen Tripelbeitrags wird nicht-iterativ unter der Verwendung der Mehrkörper-Perturbationstheorie berechnet.

## Anwendung
Für hinreichend genaue Ergebnisse ist eine CCSD-Berechnung oft ausreichend. Bessere Ergebnisse werden aber z. B. mit CCSDT oder CCSDTQ erzielt, deren Nachteil aber die stark steigenden Kosten sind. In neuster computerchemischen Softwaretechnologien wird eine besondere Art von CCSD(T) angewandt: DLPNO-CCSD(T). DLPNO-CCSD(T) steht für "domain based local pair-natural orbital" CCSD(T). Diese Methode beruht auf einer Annäherung an die originale CCSD Methode, aber durch die semi-kanonische Annäherung ist diese Methode deutlich kosteneffizienter, wodurch es Wissenschaftlern möglich ist, die Berechnung mittelgroßer bis großer Molekülsysteme durchzuführen. Dies war auf Basis der mathematisch akkurateren herkömmlichen CCSD(T) Methode unmöglich und eröffnet ganz neue Anwendungsbereiche in der Forschung, wie zum Beispiel akkurate Scans von Molekülpaaren, viel akkurater, als dies mit DFT-D Methoden möglich ist. CCSD(T) wird als "goldener Standard" der Computerchemie bezeichnet.